# Kamenec (Bielorussia)
Kamenec  (in bielorusso e in russo Ка́менец?) è una città della Bielorussia, situata nella regione di Brėst.

## Monumenti
- Torre bianca